# Argyronympha rendova
Argyronympha rendova är en fjärilsart som beskrevs av Hans Fruhstorfer 1911. Argyronympha rendova ingår i släktet Argyronympha och familjen praktfjärilar. Inga underarter finns listade i Catalogue of Life.